# Bisdom Bettiah
Het bisdom Bettiah (Latijn: Dioecesis Bettiahensis) is een rooms-katholiek bisdom met als zetel Bettiah, in India. Het bisdom is suffragaan aan het aartsbisdom Patna. 

## Geschiedenis
In 1892 werd voor de eerste keer een apostolische prefectuur Bettiah opgericht, uit delen van het bisdom Allahabad. In 1917 werd dit hernoemd naar het apostolisch vicariaat Patna en wordt daarom gezien als een voorloper van het aartsbisdom Patna. 
Op 27 juni 1998 werd het bisdom Bettiah opgericht, uit delen van het bisdom Muzaffarpur, en was suffragaan aan het aartsbisdom Ranchi. Op 16 maart 1999 veranderde het van kerkprovincie en werd suffragaan aan het aartsbisdom Patna.

## Parochies
Het bisdom had in 2020 een oppervlakte van 10.689 km2 en telde 14.767.853 inwoners waarvan 0,04% rooms-katholiek was.

## Bisschoppen
- Victor Henry Thakur (27 juni 1998 - 3 juli 2013)
- Peter Sebastian Goveas (22 juli 2017 - heden)

Patna (aartsbisdom) · Bettiah · Bhagalpur · Buxar · Muzaffarpur · Purnea